# Christian (worstelaar)
William Jason Reso (Kitchener, 30 november 1973) — beter bekend onder zijn pseudoniem Christian Cage, of kortweg Christian — is een Canadees-Amerikaans professioneel worstelaar, die sinds maart 2021 uitkomt voor de worstelorganisatie All Elite Wrestling (AEW). Cage is het meest bekend van zijn tijd bij de World Wrestling Entertainment (WWE) en kort voor Total Nonstop Action Wrestling (TNA). Zijn initiële loopbaan duurde van 1995 tot 2015.
Christian is een 9-voudig WWE World Tag Team Champion, waarvan 7 keer met Edge, een 2-voudig WWE World Heavyweight Champion en 4-voudig WWE Intercontinental Champion. Zijn naam is op de keper beschouwd onlosmakelijk verbonden aan die van Edge, zijn landgenoot, jarenlange tag teampartner en jeugdvriend met wie hij grote successen boekte. Christian kwam voornamelijk uit voor WWE, maar was ook actief in Total Nonstop Action Wrestling, van 2005 tot 2008. Christian was de 11e Grand Slam Champion en 23e Triple Crown Champion in de geschiedenis van WWE. 
Christian Cage kampte zijn gehele carrière met rugblessures en was vaak het slachtoffer van hersenschuddingen, wat hem in oktober 2015 dwong een vroegtijdig punt te zetten achter zijn loopbaan; vier jaar na Edge, die vijf jaar later terugkeerde als worstelaar. Na zijn actieve carrière was Christian sinds 2015 naast Edge te zien als de helft van een komisch duo in de Edge and Christian Show That Totally Reeks of Awesomeness op de Amerikaanse betaalzender WWE Network. Op 31 januari 2021 keerde Reso als "Christian (Cage)" terug uit pensioen bij het evenement Royal Rumble en nam deel aan de traditionele Royal Rumble match met 30 deelnemende worstelaars, een jaarlijks evenement georganiseerd door WWE. Nog geen twee maanden later stapte hij echter over naar AEW.

## Professioneel worstel carrière (1995-2015, 2021-heden)

### Beginjaren (1995-1998)
In september 1994 volgde Reso een opleiding in een worstelschool die werd gerund door Ron Hutchinson. Zijn ringnaam "Christian Cage" was een combinatie van de namen van de acteurs Christian Slater en Nicolas Cage. Reso's worstelcarrière begon in juni 1995. Hij worstelde tegen Zakk Wyld, een wedstrijd die eindigde met een gelijkspel. In 1997 was Reso lid van "Thug Life", een worstelgroep die voorts bestond uit Joe Legend, Rhino Richards, Zakk Wyld en Sexton Hardcastle omvatte. Hardcastle en Cage werden later bekend als "High Impact" en later "The Suicide Blondes". Het duo won titels in verschillende professionele worstelpromoties en concurreerde in Canada, Verenigde Staten en Japan. 
Toen Copeland een proefwedstrijd kreeg bij de World Wrestling Federation (WWF), ging Reso met hem mee. Reso en Copeland namen het tegen elkaar op in een proefwedstrijd, die geboekt was voor Copeland om te winnen. Na de proef tekende Copeland een contract bij de WWF en door een goed woordje van Copeland kreeg ook Reso in 1998 een contract. Hij werd getraind door Dory Funk Jr.. 

### World Wrestling Federation/Entertainment (1998–2005)

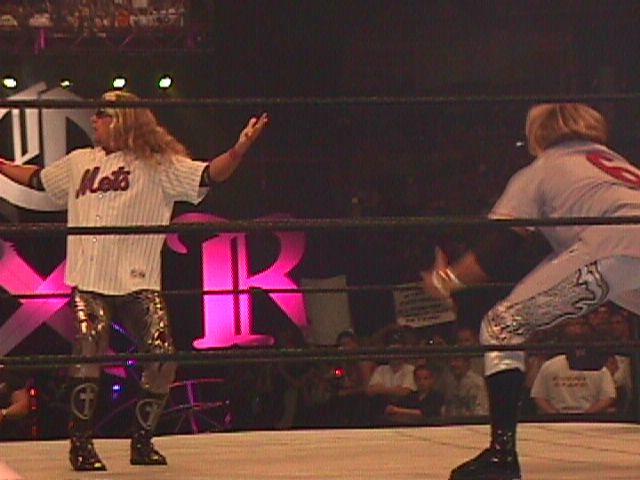
Edge en Christian in 2000

#### The Brood, Ministry of Darkness en Edge & Christian (1998-2001)
Toen hij een contract tekende bij WWE, verkortte Reso zijn ringnaam tot "Christian". Bij het evenement Breakdown: In Your House, op 27 september 1998, maakte Christian zijn televisiedebuut, en leidde hij Edge af tijdens zijn wedstrijd tegen Owen Hart en sloot zich aan bij Gangrel. Bij het evenement Judgment Day: In Your House, op 18 oktober 1998, won Christian van Taka Michinoku in een wedstrijd om het WWF Light Heavyweight Championship. 
Christian speelde oorspronkelijk het personage van een vampier en vormde een alliantie met Gangrel en Edge, en richtte de worstelgroep The Brood op. Later voegde "The Brood" zich bij The Undertakers duistere groep Ministry of Darkness. "The Brood" keerde zich tegen The Undertaker om Christian te redden. Christian werd namelijk gedwongen de locatie op te biechten van de ontvoerde Stephanie McMahon. 
In 1999 beëindigden Christian en Edge hun samenwerking met Gangrel, die zich verenigde met The Hardy Boyz (Jeff & Matt Hardy) om The New Brood te vormen. Als resultaat vormde Edge en Christian een tag team en startten ze een verhaallijn naast "The Hardy Boyz". Bij het evenement WrestleMania 2000 versloegen ze "The Hardy Boyz" en The Dudley Boyz (Bubba Ray & D-Von) in een Triangle ladder match om het WWF Tag Team Championship, wat uiteindelijk leidde tot het ontstaan van een Tables, Ladders and Chairs match. 
Door hun zege werden Edge en Christian heels. Bij het evenement SummerSlam verdedigde het duo met succes hun titels in de allereerste Tables, Ladders and Chairs match door "The Hardy Boyz" en "The Dudley Boyz" te verslaan. Bij het evenement Royal Rumble verloren Edge en Christian hun titel nadat ze door "The Dudley Boyz" werden verslagen. Bij het evenement No Way Out konden Edge en Christian de titel niet heroveren, maar het duo won het WWF Tag Team Championship in een volgende Tables, Ladders and Chairs match, met een overwinning tegen "The Dudley Boyz" en "The Hardy Boyz". Tijdens een aflevering van Friday Night SmackDown! op 19 april 2001 verloren Edge en Christian hun titels aan de Brothers of Destruction (Kane & The Undertaker). 

#### The Invasion, WWE Intercontinental Championship en vertrek (2001-2005)
Gedurende de populaire verhaallijn The Invasion werd Edge een face, waardoor Christian zich tegen Edge keerde. Dit leidde tot een vete tussen de twee voor Edge's WWF Intercontinental Championship. De vete duurde verscheidene maanden en de titel werd twee keer van handen veranderd. Christian veroverde in oktober 2001 het WWF European Championship, door te winnen van John "Bradshaw" Layfield. In januari 2002 verloor Christian de titel aan Diamond Dallas Page. 
Na een opeenstapeling van nederlagen kondigde Christian (kayfabe) zijn vertrek aan, maar Page nam hem op als zijn protegé. Bij het evenement WrestleMania X8 verloor Christian van Page voor het WWF European Championship maar won op dezelfde avond de WWF Hardcore Championship door Mighty Molly te verslaan, maar verloor later op de avond alsnog zijn titel aan Maven.
In juni 2002 vormde Christian een alliantie met de Canadese worstelaars Lance Storm en Test en ze noemden zich The Un-Americans. Bij het evenement Vengeance, op 21 juli 2002, wonnen Christian en Storm het WWE World Tag Team Championship (vroeger WWF Tag Team Championship), maar verloren tijdens een aflevering van Raw op 23 september 2002 van The Hurricane en Kane. Hierna vormde Christian een team met Chris Jericho en won samen met hem een keer het WWE Tag Team Championship.
In 2003, na "advies" van Dwayne "The Rock" Johnson, sprak Christian over zichzelf als de nieuwe "People's Champion" en begon de fans "The Peeps" te noemen. Bij het evenement Judgment Day won Christian voor de 3e keer het WWE Intercontinental Championship, maar hij verloor op 7 juli 2003 zijn titel aan Booker T.
Vanaf oktober 2004 kreeg Christian de bijnaam "Captain Charisma". In april 2005 nam Christian deel aan de eerste Money in the Bank ladder match ooit bij WrestleMania 21, die werd gewonnen door Edge. Op 31 oktober 2005 verklaarde Reso dat hij een contractverlenging had afgewezen, waardoor hij de federatie na 7 jaar verliet. 

### Total Nonstop Action Wrestling (2005–2008)

#### "Christian's Coalition" & TNA World Heavyweight Championship (2005-2008)

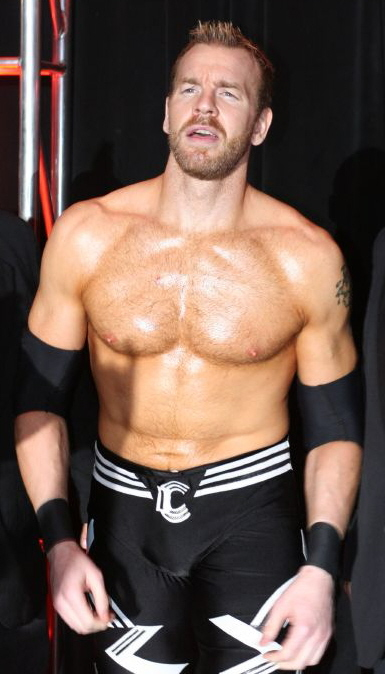
Christian Cage in 2008

Reso maakte op 13 november 2005 bij het evenement Genesis zijn debuut in de Total Nonstop Action Wrestling (TNA) onder zijn oude ringnaam "Christian Cage". Al snel werd Cage lid van "Team Canada", een alliantie van Canadese worstelaars. Op 12 februari 2006, bij het evenement Against All Odds, behaalde Christian zijn eerste kampioenschap door Jeff Jarrett te verslaan voor het TNA World Heavyweight Championship, toen nog bekend als het 'NWA World Heavyweight Championship'. Bij het evenement Slammiversary, op 18 juni 2006, verloor Cage de titel aan Jarrett, mede dankzij een corrupte scheidsrechter Earl Hebner. Cage heroverde het kampioenschap nadat hij toenmalig kampioen Abyss versloeg bij het evenement Final Resolution op 14 januari 2007. 
Op 8 maart 2007 richtte Cage een alliantie op, genaamd "Christian's Coalition". Cage voegde eerst Scott Steiner en Travis Tomko toe en later A.J. Styles, Robert Roode, Abyss en James Storm. Tussendoor had de groep een verhaallijn naast de groep van Kurt Angle, met name "The Angle Alliance". Op 19 april 2007 werd Abyss uit de groep gegooid nadat hij Cage aanviel. Steiner was de volgende die de groep verliet nadat hij aangevallen werd door Tomko. 
National Wrestling Alliance (NWA), de eigenaars van het 'NWA World Heavyweight Championship' en het 'NWA World Tag Team Championship', doekten op 13 mei 2007 de titels op, waardoor Cage en The Dudley Boyz hun respectievelijke titels verloren. Later verlieten Styles en Tomko de groep en sloten zich aan bij Angle. De andere leden verlieten hierna ook de groep. Cage veranderde de groepsnaam in “Team Cage” en voegde Kevin Nash, Rhino Richards, Sting en Matt Morgan toe. In het najaar van 2008 werd de groep ontbonden en liep het TNA-contract van Reso af.

### Terugkeer naar World Wrestling Entertainment / WWE (2009–2015)

#### ECW Championship (2009-2010)

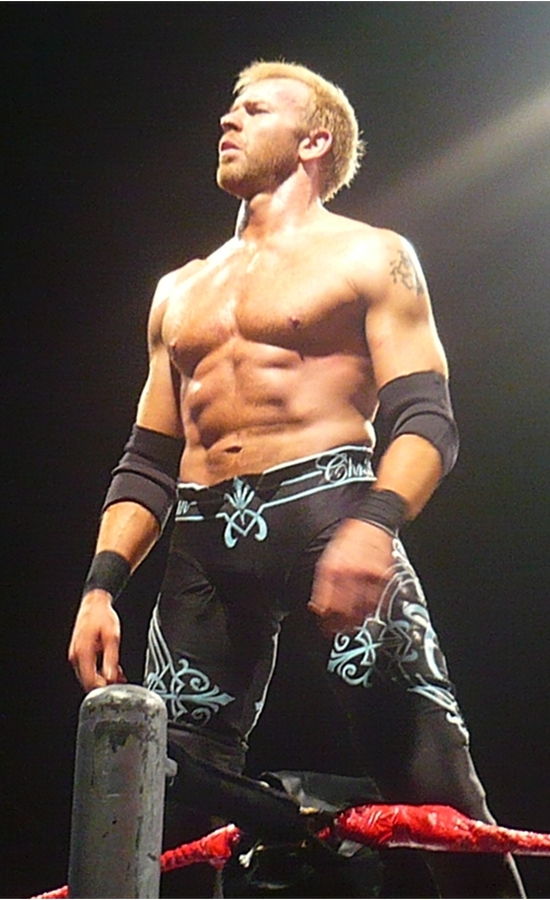
Christian Cage in 2010

In een interview met TNA-voorzitter Dixie Carter raakte bekend dat Reso's contract met TNA werd ontbonden en dat hij opnieuw een contract had ondertekend met de World Wrestling Entertainment (WWE). Reso maakte zijn opwachting tijdens een aflevering van ECW op 10 februari 2008 en was terug actief onder zijn vorige ringnaam Christian als een face ("goede" worstelaar). Hij confronteerde Jack Swagger, die toen in bezit was van het ECW Championship. Christian versloeg Swagger bij het evenement Backlash en veroverde het ECW Championship. 
Christian verloor de titel bij het evenement Extreme Rules op 7 juni 2009 aan Tommy Dreamer, maar heroverde het kampioenschap van Dreamer bij het evenement Night of Champions op 26 juni 2009. Toen kreeg Christian een vete met William Regal voor het ECW Championship. Christian verdedigde twee keer met succes het ECW Championship tegen Regal, waarvan de eerste keer bij het evenement SummerSlam op 23 augustus 2009 en de tweede bij het evenement Breaking Point op 13 september 2009. Christian verloor het kampioenschap uiteindelijk aan Ezekiel Jackson op 16 februari 2010. Het was ook de laatste keer dat de worstelshow ECW werd uitgezonden, waarna het programma door Vince McMahon werd opgeheven.
Christian versloeg Carlito op 22 februari 2010 voor een plek in de Money in the Bank ladder match bij het evenement WrestleMania XXVI, waar hij faalde om de Money in the Bank-koffer in de wacht te slepen. Later werd Christian toegevoegd aan het programma WWE NXT als mentor van Heath Slater. In september 2010 liep Christian een blessure op en was 6 maanden inactief.

#### World Heavyweight Championship (2011)
Bij het evenement Elimination Chamber op 20 februari 2011 verijdelde hij een aanval van Alberto Del Rio op Edge. Samen met Edge vormde Christian als vanouds een tag team om te worstelen tegen Del Rio en Brodus Clay, maar enkele weken voor het evenement Extreme Rules ging Edge verrassend met pensioen door blessureleed. In plaats daarvan versloeg hij Del Rio om het vacante WWE World Heavyweight Championship en kroonde zich voor het eerst tot World Heavyweight Champion. 
Tijdens een aflevering van Friday Night SmackDown! op 6 mei 2011 verloor Christian zijn World Heavyweight Championship aan Randy Orton, wat leidde tot een verhaallijn tussen hem en Orton. Christian won voor de tweede en laatste keer het World Heavyweight Championship bij het evenement Money in the Bank nadat Orton werd gediskwalificeerd. Christian speelde het World Heavyweight Championship kwijt aan Orton bij het evenement SummerSlam. In het najaar van 2011 was Christian wegens een enkelblessure maandenlang inactief. Christian maakte zijn terugkeer in maart 2012 en bij het evenement Over the Limit  en daagde hij Cody Rhodes uit voor het WWE Intercontinental Championship. Christian versloeg Rhodes en werd voor de 4e keer Intercontinental Champion.

#### Eerste afscheid als professioneel worstelaar (2014-2015)
Op 27 oktober 2015 werd bekendgemaakt dat Christian door de WWE uit de roulatie werd gehaald en dat hij in de alumni was geplaatst op hun website, zonder voorafgaandelijke mededeling. Christian was al reeds sinds maart 2014 inactief wegens een toen opgedane hersenschudding. Christian nam in februari 2014 nog wel deel aan een Elimination Chamber match voor het WWE World Heavyweight Championship bij het gelijknamig evenement, maar werd als tweede geëlimineerd door Daniel Bryan. 
Christians laatste wedstrijd dateerde van 24 maart 2014. Christian versloeg toen Alberto Del Rio en Dolph Ziggler, met name tijdens een aflevering van het wekelijkse programma Monday Night Raw. Christian is sindsdien de presentator van een controversiële show op de zender WWE Network. 

### All Elite Wrestling (2021–heden)
Reso maakte zijn debuut voor de worstelorganisatie All Elite Wrestling (AEW) op 7 maart 2021 bij het evenement Revolution, tekende een meerjarig contract en staat bekend onder de ringnaam Christian Cage. Zijn eerste wedstrijd vond plaats op 31 maart 2021 op een aflevering van Dynamite en won van Frankie Kazarian. Bij het evenement Double or Nothing op 30 mei 2021, participeerde hij in een Casino Battle Royal en werd als laatste geëlimineerd door Jungle Boy. Na Double or Nothing bleef Cage ongeslagen in een-op-een wedstrijden. Later werd Cage vernoemd als de eerst volgende tegenstander voor het AEW World Championship, dat gehouden wordt door Kenny Omega. Hoewel AEW echter een partnerschap heeft met Impact Wrestling (voorheen bekend als TNA Wrestling), had Omega ook het Impact World Championship in bezit en Cage daagde hem uit voor dat kampioenschap. De titelwedstrijd vond plaats bij de debuut aflevering van AEW Rampage op 13 augustus 2021, waarbij Cage won van de titelhouder Kenny Omega en bekwam de nieuwe Impact World Champion.

## In het worstelen
- Finishers
  - Killswitch (ECW) / Unprettier (WWE/TNA) / Impaler (WWF)
  - Spear

- Signature moves
  - One man con–chair–to (Gebruikt alleen in hardcore matchen)
  - Cloverleaf
  - Diving corkscrew European uppercut (2007–huidig)
  - Diving headbutt
  - Fireman's carry gutbuster
  - Inverted facelock backbreaker
  - Missile dropkick
  - Multiple DDT variations
    - Falling inverted
    - Implant
    - Inverted tornado

  - Sitout inverted suplex slam

- Managers
  - Kenny Bolin
  - Gangrel
  - Terri Runnels
  - Trish Stratus
  - Diamond Dallas Page
  - Tyson Tomko / Tomko

- Bijnamen
  - "C–Squared" (TNA)
  - "Captain Charisma" (WWE)
  - "The Champ" (TNA)
  - "The Instant Classic" (TNA)
  - "The Showstealer" (WWE)

## Prestaties
- East Coast Wrestling Association

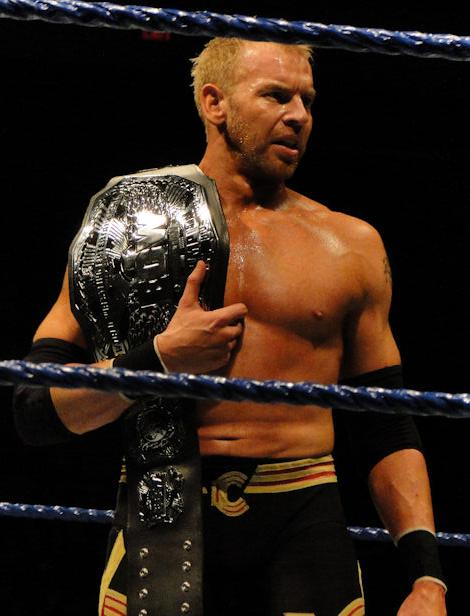
Christian met het ECW Championship

  - ECWA Heavyweight Championship (1 keer)

- Insane Championship Wrestling
  - ICW Streetfight Tag Team Championship (2 keer met Sexton Hardcastle)

- New Tokyo Pro Wrestling
  - NTPW Pro Tag Team Championship (1 keer met Sexton Hardcastle)

- Pennsylvania Championship Wrestling
  - PCW Heavyweight Championship (1 keer)

- Southern States Wrestling
  - SSW Tag Team Championship (1 keer)

- Total Nonstop Action/Impact Wrestling
  - Impact World Championship (1 keer)
  - NWA World Heavyweight Championship (2 keer)
  - TNA Year End Awards (2 keer)
    - Memorable Moment of the Year (2005)
    - Who To Watch in 2006 (2005)

- World Wrestling Federation/Entertainment/WWE
  - WWE World Heavyweight Championship (2 keer)
  - WWE World Tag Team Championship (9 keer; 7x met Edge, 1x Lance Storm en 1x met Chris Jericho)
  - WWF European Championship (1 keer)
  - WWF Hardcore Championship (1 keer)
  - WWF/WWE Intercontinental Championship (4 keer)
  - WWF Light Heavyweight Championship (1 keer)
  - ECW Championship (2 keer)
  - Grand Slam Championship (11e)
  - Triple Crown Championship (23e)